# Kỷ lục và thống kê các giải đấu cấp câu lạc bộ của UEFA
Trang này liệt kê chi tiết thống kê chung về các giải đấu cấp câu lạc bộ của UEFA, tính từ khi Cúp C1 châu Âu thành lập vào mùa giải 1955–56 đến nay.

## Các đội bóng
Real Madrid đang nắm giữ kỷ lục với tổng số danh hiệu nhiều nhất (26), đồng thời là đội giành nhiều Siêu cúp châu Âu nhất (6 lần).  Đội bóng đến từ thủ đô Madrid của Tây Ban Nha này cũng đang giữ kỷ lục với 15 danh hiệu tại UEFA Champions League và các phiên bản tiền thân của giải đấu này. Barcelona giữ kỷ lục với 4 lần vô địch Cúp C2 châu Âu cũ (UEFA Cup Winners’ Cup), trong khi Sevilla là đội thành công nhất tại đấu trường UEFA Cup và UEFA Europa League với 7 chức vô địch. Các đội bóng Roma, West Ham United, Olympiacos và Chelsea đều đã một lần đăng quang tại UEFA Conference League. Các đội bóng Đức gồm Hamburger SV, Schalke 04 và VfB Stuttgart, cùng với Villarreal của Tây Ban Nha, là những đội giữ kỷ lục tại UEFA Intertoto Cup với 2 danh hiệu mỗi đội.

### Xếp hạng các nhà vô địch những giải đấu lớn của châu Âu theo tỷ lệ chiến thắng
Bảng xếp hạng này tổng hợp các đội bóng từng giành chức vô địch ở một trong ba giải đấu cấp câu lạc bộ hàng đầu châu Âu (dù còn tồn tại hay đã bị bãi bỏ).
Bayern München là đội duy nhất từng kết thúc một giải đấu châu lục với thành tích toàn thắng 100%. Họ đạt được cột mốc này vào năm 2020 trong một phiên bản thi đấu đặc biệt, với các lượt trận từ tứ kết, bán kết và chung kết gồm 8 đội diễn ra tại địa điểm trung lập, theo thể thức loại trực tiếp một trận duy nhất do ảnh hưởng của đại dịch COVID-19 tại châu Âu.
Các trận đấu ở vòng sơ loại và vòng loại không được tính, cũng như các trận play-off; kết quả loạt sút luân lưu được ghi nhận theo tỷ số trước đó (bao gồm cả hiệp phụ).
Table key
| Hạng | Câu lạc bộ               | Giải đấu                 | Mùa giải | ST | T  | BT | BB | HS  | Tỷ lệ chiến thắng (%) |
| ---- | ------------------------ | ------------------------ | -------- | -- | -- | -- | -- | --- | --------------------- |
| 1.   | Bayern München           | Champions League         | 2019–20  | 11 | 11 | 43 | 8  | +35 | 100%                  |
| 2.   | Chelsea                  | Conference League        | 2024–25  | 13 | 12 | 42 | 10 | +32 | 92.31%                |
|      | West Ham United          | Europa Conference League | 2022–23  | 13 | 12 | 29 | 8  | +21 | 92.31%                |
| 4.   | Dynamo Kyiv              | Cup Winners' Cup         | 1974–75  | 9  | 8  | 17 | 5  | +12 | 88.88%                |
|      | Paris Saint-Germain      | Cup Winners' Cup         | 1995–96  | 9  | 8  | 16 | 4  | +12 | 88.88%                |
| 6.   | Atlético Madrid          | Europa League            | 2011–12  | 15 | 13 | 33 | 10 | +23 | 86.67%                |
| 7.   | Real Madrid              | European Cup             | 1959–60  | 7  | 6  | 31 | 10 | +21 | 85.71%                |
| 8.   | Tottenham Hotspur        | Cup Winners' Cup         | 1962–63  | 7  | 6  | 24 | 9  | +15 | 85.71%                |
| 9.   | Ajax                     | European Cup             | 1972–73  | 7  | 6  | 15 | 4  | +11 | 85.71%                |
| 10.  | Inter Milan              | European Cup             | 1963–64  | 7  | 6  | 15 | 5  | +10 | 85.71%                |
| 11.  | Real Madrid              | Champions League         | 2013–14  | 13 | 11 | 41 | 10 | +31 | 84.61%                |
| 12.  | Barcelona                | Champions League         | 2014–15  | 13 | 11 | 31 | 11 | +20 | 84.61%                |
| 13.  | Juventus                 | UEFA Cup                 | 1992–93  | 12 | 10 | 31 | 6  | +25 | 83.33%                |
| 14.  | Borussia Mönchengladbach | UEFA Cup                 | 1974–75  | 12 | 10 | 32 | 9  | +23 | 83.33%                |
| 15.  | Bayern München           | UEFA Cup                 | 1995–96  | 12 | 10 | 32 | 10 | +22 | 83.33%                |

### Các đội bóng đã giành tất cả các cúp châu Âu cấp câu lạc bộ
Vào năm 2025, Chelsea trở thành câu lạc bộ đầu tiên giành chức vô địch ở cả bốn giải đấu cấp câu lạc bộ chính thức của UEFA: Cúp C1 châu Âu/UEFA Champions League, Cúp C2 châu Âu/UEFA Cup Winners' Cup, UEFA Cup/UEFA Europa League và UEFA Conference League. Họ cũng là đội bóng duy nhất từng vô địch cả ba giải đấu lớn của UEFA trước năm 1999 nhiều hơn một lần mỗi giải: Cúp C2 châu Âu vào các mùa 1970–71 và 1997–98, UEFA Europa League vào các mùa 2012–13 và 2018–19, và UEFA Champions League vào các mùa 2011–12 và 2020–21.
| Câu lạc bộ | Danh hiệu thứ nhất                | Danh hiệu thứ hai             | Danh hiệu thứ ba           | Danh hiệu thứ tư               |
| ---------- | --------------------------------- | ----------------------------- | -------------------------- | ------------------------------ |
| Chelsea    | European Cup Winners' Cup 1970–71 | UEFA Champions League 2011–12 | UEFA Europa League 2012–13 | UEFA Conference League 2024–25 |

Chỉ có lần đầu tiên giành chức vô địch được hiển thị cho bất kỳ câu lạc bộ nào có nhiều chức vô địch trong cùng một giải đấu.
Bốn câu lạc bộ khác cũng đã từng giành danh hiệu bô địch ở ba giải đấu lớn của UEFA trước năm 1999 — được gọi là "cú ăn ba châu Âu" — bao gồm: Cúp C1 châu Âu/UEFA Champions League, Cúp C2 châu Âu (cũ)/UEFA Cup Winners’ Cup và UEFA Cup/UEFA Europa League.
Mặc dù UEFA Cup Winners’ Cup hiện không còn tồn tại, vẫn còn 27 đội từng vô địch giải đấu này có cơ hội giành thêm danh hiệu ở hai giải đấu còn lại để hoàn tất "cú ăn ba UEFA". Trong số đó, có 10 đội chỉ còn thiếu một danh hiệu nữa, bao gồm Barcelona và Milan — hai đội đã nhiều lần vô địch Champions League và Cúp C2, hiện chỉ còn thiếu danh hiệu Europa League để hoàn tất bộ ba danh hiệu UEFA. Các đội bóng khác cũng chỉ còn thiếu danh hiệu Europa League để đạt được cú ăn ba này gồm có Hamburg, Borussia Dortmund và Manchester City — những đội đã từng một lần giành cả Cúp C1 và Cúp C2 trong quá khứ.
Năm câu lạc bộ còn lại cần giành chức vô địch Champions League để hoàn tất cú ăn ba gồm: Atlético Madrid, Tottenham Hotspur, Anderlecht, Valencia và Parma.
Ngoài ra, vẫn còn cơ hội cho 31 đội từng vô địch UEFA Cup Winners' Cup có thể giành thêm Europa League và Conference League để trở thành những câu lạc bộ giành trọn cả bốn danh hiệu chính của UEFA. Bất kỳ câu lạc bộ hiện tại nào cũng có thể hướng tới cú ăn ba UEFA hiện đại trong tương lai, tức là vô địch cả ba giải: Champions League, Europa League và Conference League.
| Câu lạc bộ        | Danh hiệu thứ nhất                | Danh hiệu thứ hai                 | Danh hiệu thứ ba           |
| ----------------- | --------------------------------- | --------------------------------- | -------------------------- |
| Juventus          | UEFA Cup 1976–77                  | European Cup Winners' Cup 1983–84 | European Cup 1984–85       |
| Ajax              | European Cup 1970–71              | European Cup Winners' Cup 1986–87 | UEFA Cup 1991–92           |
| Bayern München    | European Cup Winners' Cup 1966–67 | European Cup 1973–74              | UEFA Cup 1995–96           |
| Manchester United | European Cup 1967–68              | European Cup Winners' Cup 1990–91 | UEFA Europa League 2016–17 |

Chỉ có lần đầu tiên giành chức vô địch được hiển thị cho bất kỳ câu lạc bộ nào có nhiều chức vô địch trong cùng một giải đấu.
Juventus đã nhận được Biểu tượng UEFA từ liên đoàn vào năm 1988, để ghi nhận là đội đầu tiên trong lịch sử bóng đá châu Âu vô địch ở cả ba giải đấu câu lạc bộ lớn của UEFA, và là đội duy nhất đạt được điều đó trong một nhiệm kỳ huấn luyện viên duy nhất (Giovanni Trapattoni). Họ đã hoàn thành cú ăn ba châu Âu trong khoảng thời gian ngắn nhất (tám năm), trong khi Manchester United đạt được điều đó trong thời gian dài nhất (49 năm).
Hamburg, Fiorentina, Ajax, Arsenal, và Liverpool là những câu lạc bộ đã trở thành á quân ở cả ba giải đấu này. Sau khi Conference League ra đời vào mùa giải 2021–22, Fiorentina trở thành câu lạc bộ đầu tiên để thua ở trận chung kết ở cả bốn giải đấu lớn cấp câu lạc bộ (theo mùa) ở châu Âu, sau khi để thua trận chung kết Europa Conference League 2023.

### Danh sách các đội đã vô địch tất cả các giải đấu câu lạc bộ UEFA trước năm 1999
Cho đến trận chung kết Conference League đầu tiên vào năm 2022, Juventus là câu lạc bộ duy nhất trong lịch sử UEFA đã giành tất cả các danh hiệu chính thức đối với cấp câu lạc bộ của nam do UEFA tổ chức (bao gồm cả các danh hiệu chỉ được quyết định bằng một trận đấu).
| Câu lạc bộ | Danh hiệu thứ nhất | Danh hiệu thứ hai                 | Danh hiệu thứ ba      | Danh hiệu thứ tư     | Danh hiệu thứ năm     | Danh hiệu thứ sáu       |
| ---------- | ------------------ | --------------------------------- | --------------------- | -------------------- | --------------------- | ----------------------- |
| Juventus   | UEFA Cup 1976–77   | European Cup Winners' Cup 1983–84 | Siêu cúp châu Âu 1984 | European Cup 1984–85 | Cúp Liên lục địa 1985 | UEFA Intertoto Cup 1999 |

Chỉ có lần đầu tiên giành chức vô địch được hiển thị cho bất kỳ câu lạc bộ nào có nhiều chức vô địch trong cùng một giải đấu.
Đội bóng Đức Hamburg là câu lạc bộ duy nhất giành ngôi á quân ở cả sáu giải đấu cấp câu lạc bộ của UEFA diễn ra cho đến năm 2021. Câu lạc bộ đã thua trận chung kết Cúp C1 châu Âu năm 1968, Siêu cúp châu Âu năm 1977 và 1983, trận chung kết Cúp C1 châu Âu năm 1980, trận chung kết Cúp UEFA năm 1982, Cúp Liên lục địa năm 1983 và trận chung kết Cúp UEFA Intertoto năm 1999.

### Tất cả các đội vào chung kết đều đến từ một quốc gia
Mùa giải 2018–19 là lần đầu tiên tất cả các trận chung kết châu Âu chỉ có đại diện đến từ một quốc gia (Anh). Trong trận chung kết Champions League, Liverpool đã đánh bại Tottenham Hotspur, trong khi Chelsea đánh bại Arsenal trong trận chung kết Europa League.
| Mùa giải | Giải đấu              | Vô địch   | Á quân            |
| -------- | --------------------- | --------- | ----------------- |
| 2018–19  | UEFA Champions League | Liverpool | Tottenham Hotspur |
| 2018–19  | UEFA Europa League    | Chelsea   | Arsenal           |

### Các đội vô địch từ một quốc gia
Trước khi Cúp C2 châu Âu (UEFA Cup Winners' Cup) bị bãi bỏ vào năm 1999 và sau khi UEFA Conference League được khởi tranh vào năm 2021, chỉ có một lần ba câu lạc bộ từ cùng một quốc gia — Italia vào mùa giải 1989–90 — giành chiến thắng ở cả ba giải đấu lớn của UEFA trong cùng một mùa giải. Trong khoảng thời gian giữa đó, các câu lạc bộ từ cùng một quốc gia đã giành cả hai danh hiệu còn lại (Champions League và Europa League) trong cùng một mùa giải tổng cộng sáu lần: hai đội bóng Tây Ban Nha vào các mùa 2005–06, 2013–14, 2014–15, 2015–16, và 2017–18, cùng hai đội bóng Anh vào mùa giải 2018–19.
| Mùa giải | Đấu trường                | Nhà vô địch     |
| -------- | ------------------------- | --------------- |
| 1989–90  | European Cup              | Milan           |
| 1989–90  | European Cup Winners' Cup | Sampdoria       |
| 1989–90  | UEFA Cup                  | Juventus        |
| 2005–06  | UEFA Champions League     | Barcelona       |
| 2005–06  | UEFA Cup                  | Sevilla         |
| 2013–14  | UEFA Champions League     | Real Madrid     |
| 2013–14  | UEFA Europa League        | Sevilla         |
| 2014–15  | UEFA Champions League     | Barcelona       |
| 2014–15  | UEFA Europa League        | Sevilla         |
| 2015–16  | UEFA Champions League     | Real Madrid     |
| 2015–16  | UEFA Europa League        | Sevilla         |
| 2017–18  | UEFA Champions League     | Real Madrid     |
| 2017–18  | UEFA Europa League        | Atlético Madrid |
| 2018–19  | UEFA Champions League     | Liverpool       |
| 2018–19  | UEFA Europa League        | Chelsea         |

### Các đội á quân từ cùng một hiệp hội/liên đoàn
Mùa giải 2022–23 đánh dấu lần đầu tiên trong lịch sử bóng đá châu Âu, ba đội bóng khác nhau từ cùng một hiệp hội (Liên đoàn bóng đá Italia - FIGC) đều thất bại ở cả ba giải đấu UEFA: Inter Milan thua trong trận chung kết Champions League, Roma thua trong trận chung kết Europa League, và Fiorentina thất bại trong trận chung kết Europa Conference League.
| Mùa giải | Đấu trường                    | Vô địch         | Á quân            |
| -------- | ----------------------------- | --------------- | ----------------- |
| 2001–02  | UEFA Champions League         | Real Madrid     | Bayer Leverkusen  |
| 2001–02  | UEFA Cup                      | Feyenoord       | Borussia Dortmund |
| 2003–04  | UEFA Champions League         | Porto           | Monaco            |
| 2003–04  | UEFA Cup                      | Valencia        | Marseille         |
| 2005–06  | UEFA Champions League         | Barcelona       | Arsenal           |
| 2005–06  | UEFA Cup                      | Sevilla         | Middlesbrough     |
| 2018–19  | UEFA Champions League         | Liverpool       | Tottenham Hotspur |
| 2018–19  | UEFA Europa League            | Chelsea         | Arsenal           |
| 2020–21  | UEFA Champions League         | Chelsea         | Manchester City   |
| 2020–21  | UEFA Europa League            | Villarreal      | Manchester United |
| 2022–23  | UEFA Champions League         | Manchester City | Inter Milan       |
| 2022–23  | UEFA Europa League            | Sevilla         | Roma              |
| 2022–23  | UEFA Europa Conference League | West Ham United | Fiorentina        |

### Các đội vào chung kết từ cùng một quốc gia
Trước năm 1997, UEFA Cup là giải đấu duy nhất ở châu Âu có quy định thường xuyên cử nhiều đội bóng từ một quốc gia tham dự. Điều này đã dẫn đến việc có một số trận chung kết với sự góp mặt của hai đội bóng từ cùng một quốc gia, điều này trái ngược với các giải đấu cấp câu lạc bộ của UEFA trước thời điểm đó.
Tổng cộng, đã có 11 lần ở UEFA Cup/Europa League, 8 lần ở UEFA Champions League và 8 lần ở UEFA Super Cup, các trận chung kết của các giải đấu này có sự tham gia của hai đội bóng đến từ cùng một quốc gia. Điều này tạo nên tổng cộng 27 trận chung kết giữa các đội bóng từ cùng một quốc gia trong tất cả các giải đấu trên (10 trận chung kết toàn Tây Ban Nha, 7 trận chung kết toàn Italia, 7 trận chung kết toàn Anh, 2 trận chung kết toàn Đức và 1 trận chung kết toàn Bồ Đào Nha).
| Năm  | Giải đấu              | Quốc gia    | Vô địch             | Tỷ số        | Á quân                   |
| ---- | --------------------- | ----------- | ------------------- | ------------ | ------------------------ |
| 1972 | UEFA Cup              | Anh         | Tottenham Hotspur   | 3–2 (tts)    | Wolverhampton Wanderers  |
| 1980 | UEFA Cup              | Tây Đức     | Eintracht Frankfurt | 3–3 (a)      | Borussia Mönchengladbach |
| 1990 | UEFA Cup              | Ý           | Juventus            | 3–1 (tts)    | Fiorentina               |
| 1990 | European Super Cup    | Ý           | Milan               | 3–1 (tts)    | Sampdoria                |
| 1991 | UEFA Cup              | Ý           | Inter Milan         | 2–1 (tts)    | Roma                     |
| 1993 | European Super Cup    | Ý           | Parma               | 2–1 (tts)    | Milan                    |
| 1995 | UEFA Cup              | Ý           | Parma               | 2–1 (tts)    | Juventus                 |
| 1998 | UEFA Cup              | Ý           | Inter Milan         | 3–0          | Lazio                    |
| 2000 | UEFA Champions League | Tây Ban Nha | Real Madrid         | 3–0          | Valencia                 |
| 2003 | UEFA Champions League | Ý           | Milan               | 0–0 (3–2 p)  | Juventus                 |
| 2006 | UEFA Super Cup        | Tây Ban Nha | Sevilla             | 3–0          | Barcelona                |
| 2007 | UEFA Cup              | Tây Ban Nha | Sevilla             | 2–2 (3–1 p)  | Espanyol                 |
| 2008 | UEFA Champions League | Anh         | Manchester United   | 1–1 (6–5 p)  | Chelsea                  |
| 2011 | UEFA Europa League    | Bồ Đào Nha  | Porto               | 1–0          | Braga                    |
| 2012 | UEFA Europa League    | Tây Ban Nha | Atlético Madrid     | 3–0          | Athletic Bilbao          |
| 2013 | UEFA Champions League | Đức         | Bayern München      | 2–1          | Borussia Dortmund        |
| 2014 | UEFA Champions League | Tây Ban Nha | Real Madrid         | 4–1 (s.h.p.) | Atlético Madrid          |
| 2014 | UEFA Super Cup        | Tây Ban Nha | Real Madrid         | 2–0          | Sevilla                  |
| 2015 | UEFA Super Cup        | Tây Ban Nha | Barcelona           | 5–4 (s.h.p.) | Sevilla                  |
| 2016 | UEFA Super Cup        | Tây Ban Nha | Real Madrid         | 3–2 (s.h.p.) | Sevilla                  |
| 2016 | UEFA Champions League | Tây Ban Nha | Real Madrid         | 1–1 (5–3 p)  | Atlético Madrid          |
| 2018 | UEFA Super Cup        | Tây Ban Nha | Atlético Madrid     | 4–2 (s.h.p.) | Real Madrid              |
| 2019 | UEFA Europa League    | Anh         | Chelsea             | 4–1          | Arsenal                  |
| 2019 | UEFA Champions League | Anh         | Liverpool           | 2–0          | Tottenham Hotspur        |
| 2019 | UEFA Super Cup        | Anh         | Liverpool           | 2–2 (5–4 p)  | Chelsea                  |
| 2021 | UEFA Champions League | Anh         | Chelsea             | 1–0          | Manchester City          |
| 2025 | UEFA Europa League    | Anh         | Tottenham Hotspur   | 1–0          | Manchester United        |

### Các đội vào chung kết từ cùng một thành phố
Các câu lạc bộ đến từ cùng một thành phố đã đối đầu nhau trong trận chung kết vào bốn lần. Chỉ có các câu lạc bộ từ Madrid và London là đạt được thành tích hiếm hoi này.
| Năm     | Giải                  | Vô địch         | Á quân          |
| ------- | --------------------- | --------------- | --------------- |
| 2013–14 | UEFA Champions League | Real Madrid     | Atlético Madrid |
| 2015–16 | UEFA Champions League | Real Madrid     | Atlético Madrid |
| 2018    | UEFA Super Cup        | Atlético Madrid | Real Madrid     |
| 2018–19 | UEFA Europa League    | Chelsea         | Arsenal         |

### Các kỷ lục khác
- Milan là đội thua nhiều trận chung kết các giải đấu cấp câu lạc bộ do UEFA tổ chức nhất, với tổng cộng 11 lần thất bại: 4 lần ở Cúp C1 châu Âu/UEFA Champions League, 4 lần ở Cúp Liên lục địa (cùng với đội bóng Argentina Independiente), 1 lần ở Cúp C2 châu Âu, và 2 lần ở Siêu cúp châu Âu.[25]
- Real Madrid là đội đã tham gia (611 trận) và giành chiến thắng (359 trận) nhiều hơn bất kỳ đội nào khác tại châu Âu, đồng thời cũng nắm giữ kỷ lục về số bàn thắng ghi được (1,296 bàn) và số bàn thua phải nhận (670 bàn) tính đến ngày 16 tháng 4 năm 2025.[25]
- Barcelona là đội có số trận hòa nhiều nhất (122 trận) tính đến ngày 6 tháng 5 năm 2025.[25]
- Anderlecht là đội thua nhiều trận nhất trong các giải đấu của liên đoàn (152 trận) tính đến ngày 20 tháng 2 năm 2025.[25]
- Jeunesse Esch là đội có hiệu số bàn thắng – bàn thua tệ nhất trong các trận đấu của UEFA (−183 sau 81 trận) tính đến tháng 6 năm 2020.[25]

## Cầu thủ

### Cầu thủ đã vô địch ở cả ba giải đấu lớn cấp câu lạc bộ của UEFA
Bảng dưới đây liệt kê mười cầu thủ đã vô địch ở cả ba giải đấu lớn cấp câu lạc bộ của UEFA, bao gồm các giải đấu cũ và hiện tại (theo thứ tự thời gian).

| Cầu thủ          | Danh hiệu thứ nhất                            | Danh hiệu thứ hai                            | Danh hiệu thứ ba                                        |
| ---------------- | --------------------------------------------- | -------------------------------------------- | ------------------------------------------------------- |
| Antonio Cabrini  | UEFA Cup 1976–77 (Juventus)                   | European Cup Winners' Cup 1983–84 (Juventus) | European Cup 1984–85 (Juventus)                         |
| Gaetano Scirea   | UEFA Cup 1976–77 (Juventus)                   | European Cup Winners' Cup 1983–84 (Juventus) | European Cup 1984–85 (Juventus)                         |
| Marco Tardelli   | UEFA Cup 1976–77 (Juventus)                   | European Cup Winners' Cup 1983–84 (Juventus) | European Cup 1984–85 (Juventus)                         |
| Arnold Mühren    | European Cup 1972–73 (Ajax)                   | UEFA Cup 1980–81 (Ipswich Town)              | European Cup Winners' Cup 1986–87 (Ajax)                |
| Sergio Brio      | European Cup Winners' Cup 1983–84 (Juventus)  | European Cup 1984–85 (Juventus)              | UEFA Cup 1989–90 (Juventus)                             |
| Stefano Tacconi  | European Cup Winners' Cup 1983–84 (Juventus)  | European Cup 1984–85 (Juventus)              | UEFA Cup 1989–90 (Juventus)                             |
| Danny Blind      | European Cup Winners' Cup 1986–87 (Ajax)      | UEFA Cup 1991–92 (Ajax)                      | UEFA Champions League 1994–95 (Ajax)                    |
| Gianluca Vialli  | European Cup Winners' Cup 1989–90 (Sampdoria) | UEFA Cup 1992–93 (Juventus)                  | UEFA Champions League 1995–96 (Juventus)                |
| Vítor Baía       | UEFA Cup Winners' Cup 1996–97 (Barcelona)     | UEFA Cup 2002–03 (Porto)                     | UEFA Champions League 2003–04 (Porto)                   |
| Emerson Palmieri | UEFA Europa League 2018–19 (Chelsea)          | UEFA Champions League 2020–21 (Chelsea)      | UEFA Europa Conference League 2022–23 (West Ham United) |

Chỉ có lần đầu tiên giành chức vô địch được hiển thị cho bất kỳ câu lạc bộ nào có nhiều chức vô địch trong cùng một giải đấu.

### Các cầu thủ đã giành danh hiệu ở các giải cấp câu lạc bộ khác nhau do UEFA tổ chức
Mặc dù chưa có cầu thủ nào vô địch ở tất cả sáu giải đấu, bảng dưới đây liệt kê sáu cầu thủ đã vô địch ở năm giải đấu quốc tế khác nhau do UEFA tổ chức, bao gồm ba giải đấu theo mùa, trước khi UEFA Conference League ra mắt vào mùa giải 2021–22 (theo thứ tự thời gian).
| Cầu thủ         | European Cup/ Champions League | UEFA Cup/ Europa League | UEFA Cup Winners' Cup | UEFA Super Cup  | Intercontinental Cup |
| --------------- | ------------------------------ | ----------------------- | --------------------- | --------------- | -------------------- |
| Gaetano Scirea  | 1985 – Juventus                | 1977 – Juventus         | 1984 – Juventus       | 1984 – Juventus | 1985 – Juventus      |
| Antonio Cabrini | 1985 – Juventus                | 1977 – Juventus         | 1984 – Juventus       | 1984 – Juventus | 1985 – Juventus      |
| Arnold Mühren   | 1973 – Ajax                    | 1981 – Ipswich Town     | 1987 – Ajax           | 1973 – Ajax     | 1972 – Ajax          |
| Stefano Tacconi | 1985 – Juventus                | 1990 – Juventus         | 1984 – Juventus       | 1984 – Juventus | 1985 – Juventus      |
| Sergio Brio     | 1985 – Juventus                | 1990 – Juventus         | 1984 – Juventus       | 1984 – Juventus | 1985 – Juventus      |
| Danny Blind     | 1995 – Ajax                    | 1992 – Ajax             | 1987 – Ajax           | 1995 – Ajax     | 1995 – Ajax          |

### Số lần xuất hiện nhiều nhất trong các giải đấu cấp câu lạc bộ  của UEFA
Tính đến 28 tháng 5 năm 2025
Bao gồm UEFA Champions League (UCL), UEFA Cup Winners' Cup (UCWC), UEFA Europa League (UEL), UEFA Conference League (UECL), UEFA Intertoto Cup (UIC), UEFA Super Cup (USC), Intercontinental Cup (IC)
| Hạng | Cầu thủ           | ST  | Ra mắt ở châu Âu | Giải nghệ | Các CLB                                            |
| ---- | ----------------- | --- | ---------------- | --------- | -------------------------------------------------- |
| 1    | Cristiano Ronaldo | 197 | 2002             | —         | Sporting CP Manchester United Real Madrid Juventus |
| 2    | Pepe Reina        | 192 | 2000             | 2025      | Barcelona Villarreal Liverpool Napoli Milan Lazio  |
| 3    | Iker Casillas     | 188 | 1999             | 2019      | Real Madrid Porto                                  |
| 4    | Paolo Maldini     | 174 | 1985             | 2009      | Milan                                              |
| 5    | Luka Modrić       | 173 | 2006             | —         | Dinamo Zagreb Tottenham Hotspur Real Madrid        |
| 5    | Xavi              | 173 | 1999             | 2019      | Barcelona                                          |
| 7    | Gianluigi Buffon  | 167 | 1995             | 2023      | Parma Juventus Paris Saint-Germain                 |
| 7    | Lionel Messi      | 167 | 2004             | —         | Barcelona Paris Saint-Germain                      |
| 7    | Thomas Müller     | 167 | 2009             | —         | Bayern München                                     |
| 10   | Toni Kroos        | 164 | 2007             | 2024      | Bayern München Real Madrid                         |

Im đậm = Đang thi đấu
In nghiêng = Đang thi đấu nhưng không thi đấu tại các liên đoàn thuộc UEFA

### Cầu thủ ghi bàn
Tính đến 28 tháng 5 năm 2025
Bao gồm UEFA Champions League (UCL), UEFA Cup Winners' Cup (UCWC), UEFA Europa League (UEL), UEFA Conference League (UECL), UEFA Intertoto Cup (UIC), UEFA Super Cup (USC), Intercontinental Cup (IC)
| Hạng | Cầu thủ            | Bàn thắng | ST  | Tỷ lệ | Ra mắt ở châu Âu | Giải nghệ | Các CLB                                                |
| ---- | ------------------ | --------- | --- | ----- | ---------------- | --------- | ------------------------------------------------------ |
| 1    | Cristiano Ronaldo  | 145       | 197 | 0.74  | 2002             | —         | Sporting CP Manchester United Real Madrid Juventus     |
| 2    | Lionel Messi       | 132       | 167 | 0.79  | 2004             | —         | Barcelona Paris Saint-Germain                          |
| 3    | Robert Lewandowski | 113       | 160 | 0.71  | 2008             | —         | Lech Poznań Borussia Dortmund Bayern München Barcelona |
| 4    | Karim Benzema      | 92        | 157 | 0.59  | 2005             | —         | Lyon Real Madrid                                       |
| 5    | Raúl               | 77        | 161 | 0.48  | 1995             | 2012      | Real Madrid Schalke 04                                 |
| 6    | Filippo Inzaghi    | 70        | 114 | 0.61  | 1995             | 2012      | Parma Juventus Milan                                   |
| 7    | Andriy Shevchenko  | 67        | 143 | 0.47  | 1994             | 2012      | Dynamo Kyiv Milan Chelsea                              |
| 8    | Edin Džeko         | 65        | 153 | 0.42  | 2008             | —         | Wolfsburg Manchester City Roma Inter Milan Fenerbahçe  |
| 9    | Harry Kane         | 64        | 100 | 0.64  | 2011             | —         | Tottenham Hotspur Bayern München                       |
| 10   | Sergio Agüero      | 63        | 109 | 0.58  | 2007             | 2021      | Atlético Madrid Manchester City Barcelona              |

In đậm = Đang thi đấu
In nghiêng = Đang thi đấu nhưng ở các liên đoàn không thuộc UEFA

### Kỷ lục khác
- Vào tháng 9 năm 2021, Harry Kane trở thành cầu thủ đầu tiên ghi được hat-trick ở cả ba giải đấu: Champions League, Europa League và Conference League.[30]
- Paolo Maldini là cầu thủ có số lần ra sân nhiều nhất tại các giải đấu châu Âu cho một câu lạc bộ duy nhất (174 lần cho Milan).
- Vào tháng 3 năm 2023, Gift Orban trở thành cầu thủ ghi hat-trick nhanh nhất trong lịch sử các giải đấu cấp câu lạc bộ của UEFA.[31]

## Huấn luyện viên

### Danh sách các huấn luyện viên đã giành chiến thắng ở cả ba giải đấu lớn cấp câu lạc bộ của UEFA
Bảng dưới đây đề cập 3 huấn luyện viên đã giành cả 3 cúp châu Âu.
| Manager             | First title                           | Second title                                 | Treble title                                  |
| ------------------- | ------------------------------------- | -------------------------------------------- | --------------------------------------------- |
| Udo Lattek          | European Cup 1973–74 (Bayern München) | UEFA Cup 1978–79 (Borussia Mönchengladbach)  | European Cup Winners' Cup 1981–82 (Barcelona) |
| Giovanni Trapattoni | UEFA Cup 1976–77 (Juventus)           | European Cup Winners' Cup 1983–84 (Juventus) | European Cup 1984–85 (Juventus)               |
| José Mourinho       | UEFA Cup 2002–03 (Porto)              | UEFA Champions League 2003–04 (Porto)        | UEFA Europa Conference League 2021–22 (Roma)  |

Chỉ tính lần đầu tiên đoạt danh hiệu.
Huấn luyện viên người Pháp Arsène Wenger là huấn luyện viên duy nhất từng về nhì ở ba giải đấu lớn cấp câu lạc bộ của UEFA. Ông đã về nhì ở Cúp C2 châu Âu 1991–92 cùng Monaco, và ở UEFA Cup 1999–2000 và UEFA Champions League 2005–06 cùng Arsenal.

### Huấn luyện viên giành danh hiệu ở tất cả các giải đấu quốc tế cấp câu lạc bộ do UEFA tổ chức
Mặc dù chưa có huấn luyện viên nào giành chiến thắng ở cả bảy giải đấu, Giovanni Trapattoni đã giành chiến thắng ở năm giải đấu quốc tế khác nhau do UEFA tổ chức, bao gồm ba giải đấu theo mùa, trước khi UEFA Conference League ra mắt vào mùa giải 2021–22.
| Huấn luyện viên     | European Cup/ Champions League | UEFA Cup/ Europa League | UEFA Cup Winners' Cup | UEFA Super Cup  | Intercontinental Cup |
| ------------------- | ------------------------------ | ----------------------- | --------------------- | --------------- | -------------------- |
| Giovanni Trapattoni | 1985 – Juventus                | 1977 – Juventus         | 1984 – Juventus       | 1984 – Juventus | 1985 – Juventus      |

Chỉ tính lần đầu tiên đoạt danh hiệu.

## Số lượng khán giả
| Hạng | Trận                    | Ngày          | Giải         | Sân và thành phố                | Số khán giả                  | Chú thích |
| ---- | ----------------------- | ------------- | ------------ | ------------------------------- | ---------------------------- | --------- |
| 1    | Celtic 2–1 Leeds United | 15 April 1970 | European Cup | Hampden Park, Glasgow, Scotland | 136.505 (số liệu chính thức) | [ 32 ]    |